# Dryopteris sjoegrenii
Dryopteris sjoegrenii är en träjonväxtart som beskrevs av Fraser-jenk. Dryopteris sjoegrenii ingår i släktet Dryopteris och familjen Dryopteridaceae. Inga underarter finns listade.